# L'ultima donna
L'ultima donna is een Frans-Italiaanse film van Marco Ferreri die werd uitgebracht in 1976. De film is ook bekend onder de Franse titel La dernière femme.
Het scenario werd door Ferreri geschreven in samenwerking met scenarist Rafael Azcona, zijn trouwe medewerker in de jaren zestig en zeventig.

## Samenvatting
Gérard, een werkloze ingenieur, is in de steek gelaten door zijn vrouw. Nu staat hij alleen in voor de opvoeding van zijn zoontje Pierrot. In het kinderdagverblijf maakt hij kennis met Valérie, de jonge mooie kinderverzorgster van zijn peuter. Heel vlug komt het tot een verhouding tussen hen. Valérie laat een reis naar Tunesië met Michel, haar tijdelijke minnaar, liggen en komt inwonen bij Gérard die een flat betrekt in een geplande stad in de buurt van Parijs. 
Hun relatie is heel sensueel en seksueel getint. Pierrot roept Valérie's moederlijke gevoelens op en zij gaat helemaal op in haar moederrol. Tegelijkertijd begint ze te beseffen dat ze voor Gérard meer en meer slechts een seksobject is. Ze verzet zich tegen een steeds jaloerser wordende Gérard en weigert nog met hem te vrijen. Het komt tot een gewelddadig conflict. 

## Rolverdeling
| Acteur              | Personage   |
| ------------------- | ----------- |
| Ornella Muti        | Valérie     |
| Gérard Depardieu    | Gérard      |
| Michel Piccoli      | Michel      |
| Renato Salvatori    | René        |
| Giuliana Calandra   | Benoîte     |
| Zouzou              | Gabrielle   |
| Nathalie Baye       | jong meisje |
| Benjamin Labonnelie | Pierrot     |